# Sicarius utriformis
Sicarius utriformis är en spindelart som först beskrevs av Butler 1877.  Sicarius utriformis ingår i släktet Sicarius och familjen Sicariidae. Inga underarter finns listade i Catalogue of Life.